# فريدرش الثاني دوق شوابيا
فريدرش الثاني (1090- 6 أبريل 1147)؛ لُقب بـ ذو العين الواحدة، كان دوق شوابيا منذ 1105 حتى وفاته، هو ثاني حاكم من سلالة هوهنشتاوفن العريقة لدوقية، تم انتخاب شقيقه الأصغر كونراد لاحقاً كـ ملك الرومان في 1138، ومن المعروف عنه أنه والد فريدرش الأول بربروسا.

## حياته
فريدرش الثاني هو الابن البكر لـ فريدرش الأول دوق شوابيا وأغنيس من فايبلينغن ابنة الإمبراطور ساليان هاينريش الرابع، خلف والده في 1105، واصل هو وشقيقه كونراد في توسيع أراضي العائلة، بحيث كان لـ فريدرش العديد من القلاع على امتداد نهر الراين، وأيضا في منطقة الألزاس.
كان أخوين هوهنشتاوفن يساندون خالهم الملك هاينريش الخامس في صراعه ضد جدهم الإمبراطور هاينريش الرابع، وأيضا رافقه في حملته ضد كالمان ملك المجر في 1108، وفي 1110 شرع مع خاله هاينريش الخامس في رحلة إلى إيطاليا من أجل تتويج هاينريش الخامس كـ إمبراطور في روما من قبل البابا باسكال الثاني، في المقابل عين الإمبراطور شقيقه كونراد دوق فرنكونيا، وكان أخوين أوصياء خلال مغادرته في حملة على إيطاليا في 1116، ومن ناحية أخرى بدأ نجم هوهنشتاوفن بدخول في اضطراب مع منافسيهم من أمثال المطران أدالبرت من ماينز.
وحوالي.1120 تزوج من جوديث ابنة هاينريش التاسع، دوق بافاريا هو أحد أعضاء الأقوياء من أسرة فلف، وفي 1222 انجبت ابنهما الأول فريدرش.
انقرضت سلالة ساليان بوفاة الإمبراطور هاينريش الخامس في 1125، وخلال الانتخابات ملك الرومان قاطع فريدرش الثاني هذه الانتخابات بدعم من شقيقه كونراد، ومع ذلك خسر هذه الانتخابات التي كانت بقيادة أدالبرت من ماينز إلى الدوق ساكسونيا لوثر الثالث، مع أن فريدرش قام بميابعة لوثر، إلا أنه أصر على مطالبة بـ ميراث أسرة ساليان على طول نهر الراين الأوسط.
في 1125 مع اجتماع ديوان هوفتاغ في ريغنسبورغ طالب الملك بتسليم ممتلكات أسرة ساليان، إلا أنه رفض تسليم، وبذلك فُرض الحظر الإمبراطوري على هوهنشتاوفن، بحيث نشب صراع بين فريدرش وأنصاره ضد الملك لوثر بدعم من المطران أدالبرت من ماينز ومعهم العديد من الأمراء، استطاع الملك احتلال أراضي هوهنشتاوفن في لورين العليا والألزاس وإلا أن هجمات فلف فشلت على المنطقة الأساسية في شوابيا، مثل حصار نورنبيرغ من قبل لوثر في 1127، وبعد تعافي فريدرش من الحصار وحصلوه على دعم من شقيقه كونراد الذي عاد لتوه من الحج في الأراضي المقدسة، وخلال القتال فقد فريدرش عينه وبذلك لم يعد مؤهلاً كملك ألماني.
في ديسمبر 1127 كونراد أعلن نفسه ملك الرومان، وفي العام التالي احتل فريدرش الثاني مدينة شباير التي كانت من ميراث أسرة ساليان، وأيضا فشلت محاولات صهره هاينريش العاشر دوق بافاريا في القبض عليه خلال المفاوضات، ومع ذلك انتصر مؤيديين لوثر عدة انتصارات عليهم في ألمانيا وإيطاليا، بحيث استطاعوا فتح شباير (1129) ونورنبيرغ (1130) وأولم (1134)، وعلاوة على ذلك توفيت زوجته الأولى جوديث في 1130، وحوالي.1132 تزوج من أغنيس من ساربروكن ابنة شقيق عدوه اللدود أدالبرت من ماينز.
وبعد تتويج لوثر كـ إمبراطور في 1133، أصبح فريدرش عالقاً بين القوات الساكسونية من جهة والقوات البافارية من جهة أخرى، وفي نهاية المطاف في ربيع 1135 في بامبرغ تم التوفيق بينهما، وبذلك تخلى الإمبراطور لوثر عن هجمات ضد هوهنشتاوفن، بعد وفاته في 1137 بعد انتخاب شقيقه كونراد رسمياً كـ ملك الرومان، وأيد شقيقه في صراعه ضد أسرة فلف.
توفي دوق فريدرش في 1147 في آلتزي، ودفن في دير بندكتية في والبورغ بـ الألزاس، وخلفه ابنه فريدرش الذي انتخب في 1152 كـ ملك الرومان، ولاحقاً أصبح إمبراطور روماني مقدس.

## الزواج والأبناء
- أبناءه من جوديث من بافاريا[4]:-
  - فريدرش الثالث بربروسا (1122-1190)؛ دوق شوابيا، وإمبراطور روماني مقدس (كـ فريدرش الأول).[4]
  - بيرثا «جوديث» (1123-1195)؛ تزوجت من ماتياس الأول، دوق لورين، لهم ذرية.
- أبناءه من أغنيس من ساربروكن:-
  - كونراد (1136/34-1195)؛ كونت بالاتينات-الراين.
  - جوتا (1135-1191)؛ تزوجت من لودفيغ الثاني، لاندغراف تورينغيا؛ وهي جدة هاينريش راسب ملك ألمانيا المضاد.